# Carlos Gustafsson
Carlos Enrique Gustafsson, född 9 april 1952 i Colombia, är en före detta fotbollsspelare, i Örebro SK under 1970- och 1980-talet.
Gustafsson var känd som en bollvinnare och stark närkampsspelare. Efter ÖSK:s degradering från Allsvenskan 1978 fick han anbud från andra klubbar, men stannade och blev klubben trogen under hela den aktiva karriären på elitnivå. Gustafsson var lagkapten i Örebro SK mellan 1982 och 1985.
Gustafsson gjorde debut i Allsvenskan den 21 april 1974 mot Malmö FF på Eyravallen, i en match som slutade 0-0. Det påföljande året förekom han vid fem tillfällen i allsvenska matcher och 1976 fanns han på planen i 11 matcher. 1977 var han ordinarie högerback och spelade 22 av de 26 matcherna. Under Tord Grips tränartid omskolades Carlos 1979 till mittfältare och fortsatte på den positionen ända fram till och med 1985 års seriesäsong. Carlos Gustafsson har spelat 62 allsvenska matcher i Örebro SK och 166 matcher i division 2. Under de sju åren i den lägre serien gjorde Gustafsson sex mål.
Efter att Gustafsson avslutat sin spelarkarriär i Örebro SK gick han Hällefors AIF där han agerade som tränare.